# Catedral de Metz
La catedral Saint-Étienne de Metz (Mosela), grandioso monumento gótico, es la iglesia principal de la diócesis de Metz. Tiene la mayor superficie de vidrieras góticas de Europa (cerca de 6500 m2) y ocupa el tercer lugar dentro de las iglesias góticas francesas por la altura de la nave central (41 m).

## Historia y arquitectura

### El santuario de San Esteban: siglosV-X
En el siglo V se encontraron los restos del mártir San Esteban en Jerusalén (415) y su culto se extendió por todo el Imperio Romano, ya en plena decadencia. Unas cuantas catedrales francesas quedan bajo la advocación de San Esteban (S. Etienne): Agda, Auxerre, Bourges, Cahors, Châlons-en-Champagne, Limoges, Meaux, Sens, Toul, Toulouse... La ciudad galo-romana de Metz, sede obispal desde el siglo III, también contaba con un santuario dedicado a San Esteban que ocupaba el emplazamiento de la actual catedral. Por el libro Historia de los Francos de Gregorio de Tours, escrito hacia el 576, se sabe que fue lo único de Metz que se libró del saqueo de los hunos de Atila (sábado de Pascua, 7 de abril de 451), lo que se consideró popularmente como un milagro.
En 1970, durante las obras de instalación de un nuevo órgano, se encontraron restos de época merovingia. El terreno no permite una extensión hacia el oeste por lo que es razonable pensar que esos restos formaron parte como crucero de la iglesia carolingia, en el momento de la reconstrucción del coro durante el episcopado de Chrodegang (742-766). Esto explica la inusual orientación noreste / suroeste de la catedral.
En 784, Paul Deacon, monje benedictino que vivió en Lombardía, en la corte de Carlomagno y en Metz, escribió una Historia de los obispos de Metz, según la cual Pipino el Breve ayudó económicamente al obispo Chrodegang para llevar a cabo obras en el santuario (tabernáculo, capilla mayor, presbiterio, girola). El 28 de febrero de 835, Luis el Piadoso fue repuesto en su cargo solemnemente en la catedral por su medio hermano, el Drogo arzobispo de Metz. El 9 de septiembre, 869, Carlos el Calvo es coronado por el arzobispo de Hincmar de Reims.

### La basílica otoniana: siglosX-XIII
Entre 965 y 984, el obispo Thierry I se propuso reconstruir el santuario primitivo con el apoyo financiero de los emperadores Otón I y Otón II. La nueva iglesia se completó con su sucesor Thierry II y fue consagrada por él el 27 de junio de 1040 en presencia del obispo Gerard de Cambrai.
Las excavaciones de 1878-1881 y 1914-1915 en el suelo de la nave y el crucero, descubrieron sus cimientos. Es interesante notar que la catedral actual se superpone casi a la perfección sobre la construcción otoniana. Tres tramos más cortos, tenía una altura muy diferente. Podemos reconstruirla a partir de las constantes de la arquitectura otoniana, cuya perfección geométrica en la organización de los volúmenes y proporciones nos es conocida. La nave central flanqueada por los pasillos, a unos 20 metros de altura, se abrió en un crucero de la misma altura, 42 metros de largo y 12 metros de ancho. Dos girolas rodeaban el ábside central. Sólo la fachada del edificio nos es desconocida. La reconstrucción de la basílica otoniana comenzó menos de dos siglos después de su finalización (hacia 1186).

### La catedral gótica: siglosXIII-XVI
Alrededor del año 1220, de acuerdo a la voluntad del obispo Conrad de Scharfenberg, se emprende la construcción de la catedral dedicada a San Esteban. El arquitecto fue Pierre Perrat. La construcción tuvo una duración de tres siglos y se terminó en 1520. La catedral está hecha en piedra Jaumont. 

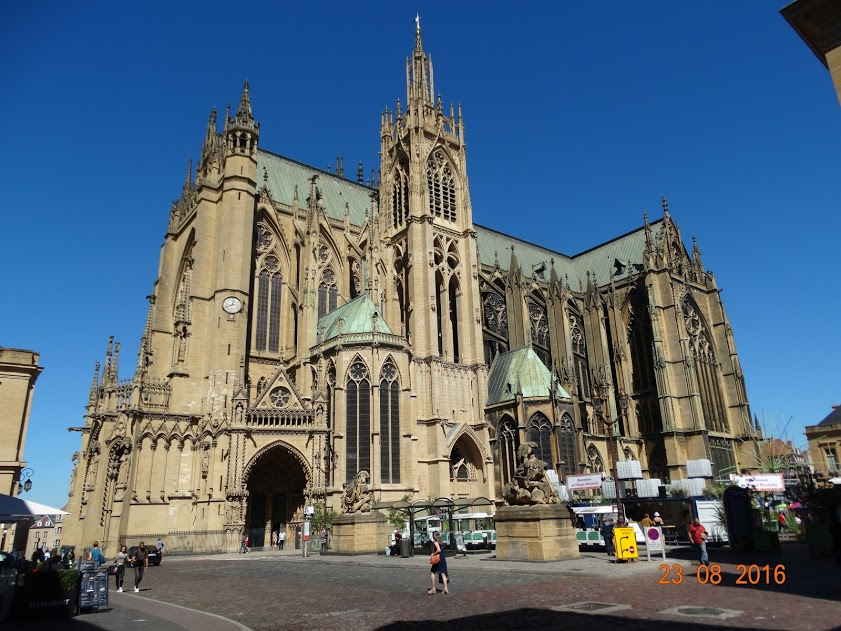
Cathedrale Saint-Étienne

La catedral actual se inició bajo la dirección del obispo Conrado de Scharfenberg, junto con las catedrales de Reims (1211), Le Mans (1217), Amiens y Toul (1221). La nave otoniana fue derribada hasta los cimientos, así como el ábside y el crucero mientras que Notre-Dame-la-Ronde, se salvó. En esta primera fase, se realizan las paredes más bajas de la nave central y las bases de apoyo de las arcadas. Bajo el episcopado de Jacques de Lorena (1239-1260), el impulso gótico está por encima de otras consideraciones. Por ello, se decide reconstruir la colegiata de Notre-Dame para integrarla en el nuevo estilo de la catedral. La modificación del proyecto inicial supone una desproporción entre los grandes arcos (12,5 m) y ventanas altas (19 m), proporción inversa a las de la catedral de Amiens (18,2 m y 13 m). Un friso de arcos trilobulados enmascara cuidadosamente el engrosamiento de las paredes por encima de los grandes arcos.
A mediados del siglo XIII, se mantiene la reconstrucción gótica de Notre-Dame-la-Ronde y se hace el coro. En la segunda mitad del siglo XIII se completan las dos torres. Los soportes entre los tramos tercero y quinto indican que el ventanal doble debería aplicarse a todo el edificio como en Noyon, Beauvais y Troyes. Para recaudar nuevos fondos se funda la Hermandad de Santa María y San Esteban (hacia 1330). La financiación de la fábrica está a expensas del azar, de la generosidad de los fieles o del obispo, de la venta de indulgencias, etc y sufre varios parones.
Hacia 1350, se levanta la estructura del techo y el obispo Adhemar de Monteil erige una capilla en el quinto tramo de la nave sur. En 1356, el emperador Carlos IV llegó a Metz para promulgar la Bula de Oro. Esta primera etapa de la construcción termina con el levantamiento de la bóveda de la nave (entre 1360 y 1380). Su altura (41,7 m) la situaba entonces en el tercer lugar de las iglesias góticas, por detrás de la catedral de Beauvais (48 m antes del derrumbe) y de catedral de Amiens (42,3 m). A continuación se derribó el muro que separaba la nave de Saint-Etienne de la colegiata de Notre Dame, cuyo suelo se rebajó al nivel del suelo de la catedral, lo que explica el debilitamiento de los pilares de los tres primeros tramos. Los tres primeros tramos de la nave de la catedral son los de Notre-Dame-la-Ronde, cuyo eje es perpendicular a la de San Esteban y el visitante atento lo notará. Hay pues "otra iglesia dentro de la iglesia". Sólo el coro se quedó en su nivel inicial. Los grandes ventanales se llenaron con vidrieras. En 1381 se encargó al maestro vidriero Hermann de Münster el gran rosetón oeste (la gran"O") y se le concedió el privilegio de ser enterrado en la catedral. El maestro de obras Pierre Perrat, que trabajó en Toul y Verdun, también obtuvo el privilegio ser enterrado en la catedral (1386). Esto confirma la importancia dada a los arquitectos y artesanos de renombre que trabajan para la Obra, considerados artistas. Tras esto, solo a fines del XV se reanudaron las obras.
Mientras, Jean de Commercy termina en 1440 la capilla de los obispos (o de Adhémar de Monteil). En 1468 un incendio destruye la techumbre y la burguesía de Metz decide reformar la torre Mutte usada como campanario municipal. Esta torre y la del Capítulo estuvieron mucho tiempo ocupadas por columbarios de madera que Hannes de Ranconval sustituye en 1478-1481 por flechas de estilo gótico flamígero. En 1473, el emperador Federico III y su hijo Maximiliano I asisten a los oficios en la catedral. En 1486 es demolido el brazo norte del crucero que se reconstruye en el mismo estilo y con la misma altura que la nave. En 1504 es terminado con las vidrieras de Lixheim Theobald. El brazo sur del crucero es demolido en 1508 y se reconstruyó antes de 1521, cuando se instalaron las vidrieras de Valentin Busch, que también coloca las vidrieras del coro hacia 1539. La nave se cierra con una gran reja (1525) que se retiró en 1791. La Iglesia es consagrada el 11 de abril de 1552. No obstante, el edificio conocerá todavía varias modificaciones.

### La puerta neoclásica de Blondel (1764)
En el siglo XVIII, el mariscal de Belle-Isle, gobernador de Trois-Évêchés, decide crear una gran plaza real al estilo de la de Nancy y para ello hay que eliminar el claustro de la catedral y las iglesias adyacentes (Saint-Pierre-le-Vieux, Saint-Pierre-le-Majeur, la chapelle des Lorrains). Nada de esto se hizo. Más adelante, el arquitecto Jacques-François Blondel, protegido por el duque de Choiseul, si llevó a cabo una gran reforma urbana con la creación de nuevas calles y plazas y la reconstrucción de importantes edificios. Procedió también a eliminar los barrios medievales que circundaban la catedral (1762) y construyó una gran portada neoclásica (el estilo dominante en la época) sobria y majestuosa, destruida durante la ocupación alemana de Alsacia-Lorena (1871-1918) y sustituida por la actual portada neogótica.

### La reforma neogótica: siglosXIX-XX
En mayo de 1877, durante una exhibición de fuegos artificiales en honor de Guillermo I se incendia y se destruye completamente el techo de la catedral. El incendio no afectó a las naves. El armazón de madera y el antiguo tejado de pizarra son sustituidos entre 1880 y 1882 por firmes cerchas de metal de tipo Polonceau y chapa de cobre. El nuevo techo, se eleva 4,5 metros más y altera considerablemente el volumen de la catedral, cuyas torres pierden presencia respecto al conjunto. La elevación fue acompañada por la creación, entre 1883 y 1886, de frontones decorados en las fachadas norte, sur y oeste.

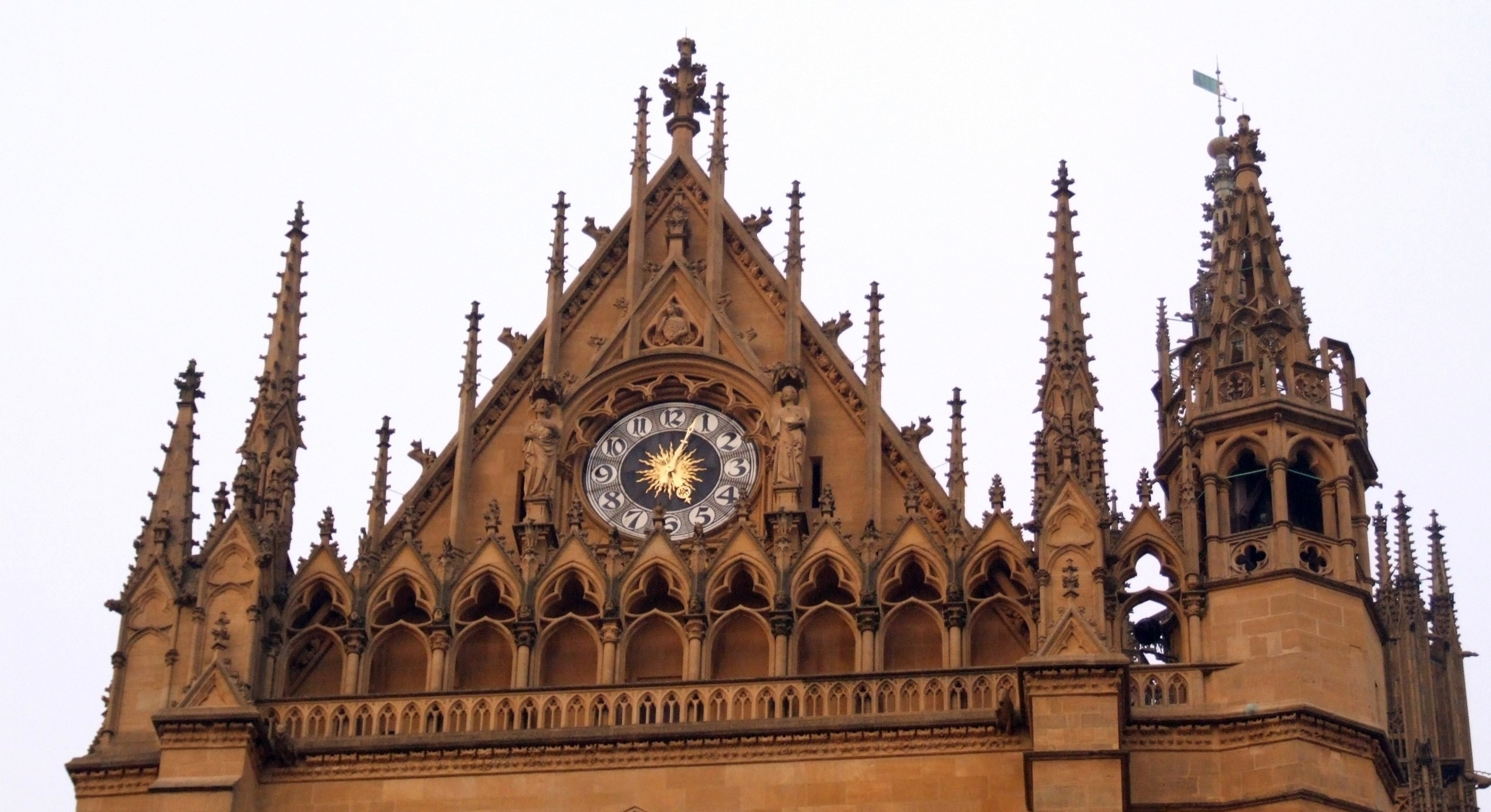
Ornamentos y pináculos neogóticos del frontón de la fachada occidental

Poco antes, de 1878 a 1881, la rotonda del coro, obra de Gardeur-Lebrun (1791) es suprimida y se restaura el acceso a la cripta. De 1874 a 1887 se resturan los arbotantes de la nave y el ábside. Y en 1885 se inaugura la entrada del lado sur, antes oculta por los arcos.
De 1871 a 1918, Alsacia-Lorena es parte del Imperio Alemán con el estatuto de territorio del Imperio. Por entonces, en toda Europa se ha vuelto a valorar el arte gótico lo que da lugar, en muchos casos, a reformas para recuperarlo allí donde otros estilos se han superpuesto. No obstante, cabe pensar que también los motivos políticos están presentes en la decisión de retirar las obras neoclásicas "francesas" de Blondel en la catedral. Las últimas adiciones a Blondel, cuyo estilo no está de acuerdo con el ideal romántico de la época, son destruidas en 1898 para dar paso a un portal de estilo neogótico, realizado por el arquitecto Paul Tornow, e inaugurado en 1903 por el emperador Guillermo II. Las tallas del tímpano del pórtico representan el Juicio Final. De 1908 a 1919 el interior de catedral es restaurado y amueblado por Wilhelm Schmitz.
La Torre Mutte sirvió de campanario municipal y alcanza 88 m de altura, y el culmen de la flecha llega a 93 m. La Torre del Cabildo, ubicada en el lado norte frente a la torre de la Mutte, se haya encima de la puerta de Saint-Etienne, y llega a los 69 m de altura. No tiene flecha. La parte inferior fue construida en el siglo XIII y la parte superior de 1840 a 1843. Dentro de la torre hay cinco campanas: la gran María, que data del siglo XVII, la Catalina, que data del Renacimiento y refundida en 1890, la Clemente, la María Inmaculada y la Étienne.

## Las vidrieras
Las vidrieras de la catedral de Metz, las mayores del mundo, son el resultado de siglos de historia.
Las más antiguas datan del siglo XIII, como las del crucero sur, a la izquierda del gran órgano, donde hay pequeñas vidrieras azules que representan seis escenas de la vida de St. Pablo. Probablemente provienen de la Iglesia del mismo nombre, que era parte de la catedral y que fue demolida en el siglo XVIII. Algunas proceden del coro de la iglesia románica de Notre-Dame-la-Ronde.
La gran vidriera occidental ocupa 350 metros cuadrados y tiene una gran rosetón de 11 m de diámetro, hecho en 1384 por Hermann de Münster (Münster, Westfalia, c.1330 - Metz, 1392). La iconografía muestra una correlación entre los artículos del Credo de los Apóstoles y el Antiguo Testamento. En reconocimiento a su trabajo y buen hacer, a Hermann Munster se le concedió el derecho de ser sepultado en la catedral y fue enterrado a los pies de su obra maestra.
En el crucero norte, está la magnífica vidriera de Theobald Lixheim, de 1504. Y frente al gran ventanal del crucero sur está la obra maestra de Valentin Bousch (Estrasburgo, finales del siglo XV - Metz, 1541), realizada en 1521-1527. Las ventanas de la parte superior del coro son también de Bousch. Se le atribuyen además, parte de las vidrieras no firmadas de las ventanas de los ábsides. Su actividad de maestro vidriero de la Catedral está atestiguada desde 1514. Trabajó inicialmente en la basílica de Saint-Nicolas-de-Port, lugar de peregrinaje, y después en la catedral de Metz, desde 1520 hasta su muerte en 1541, aunque trabajó en otros lugares Lorena. El estilo de Bousch es muy "germánico", al modo del maestro Hans Baldung Grien a quien probablemente conoció.
En el siglo XX, entre 1958 y 1968, el gran pintor Marc Chagall diseñó para esta catedral tres hermosas vidrieras. Igualmente Roger Bissière y Jacques Villon también han diseñado nuevas vidrieras, entre ellas la capilla completa del Santísimo Sacramento. 

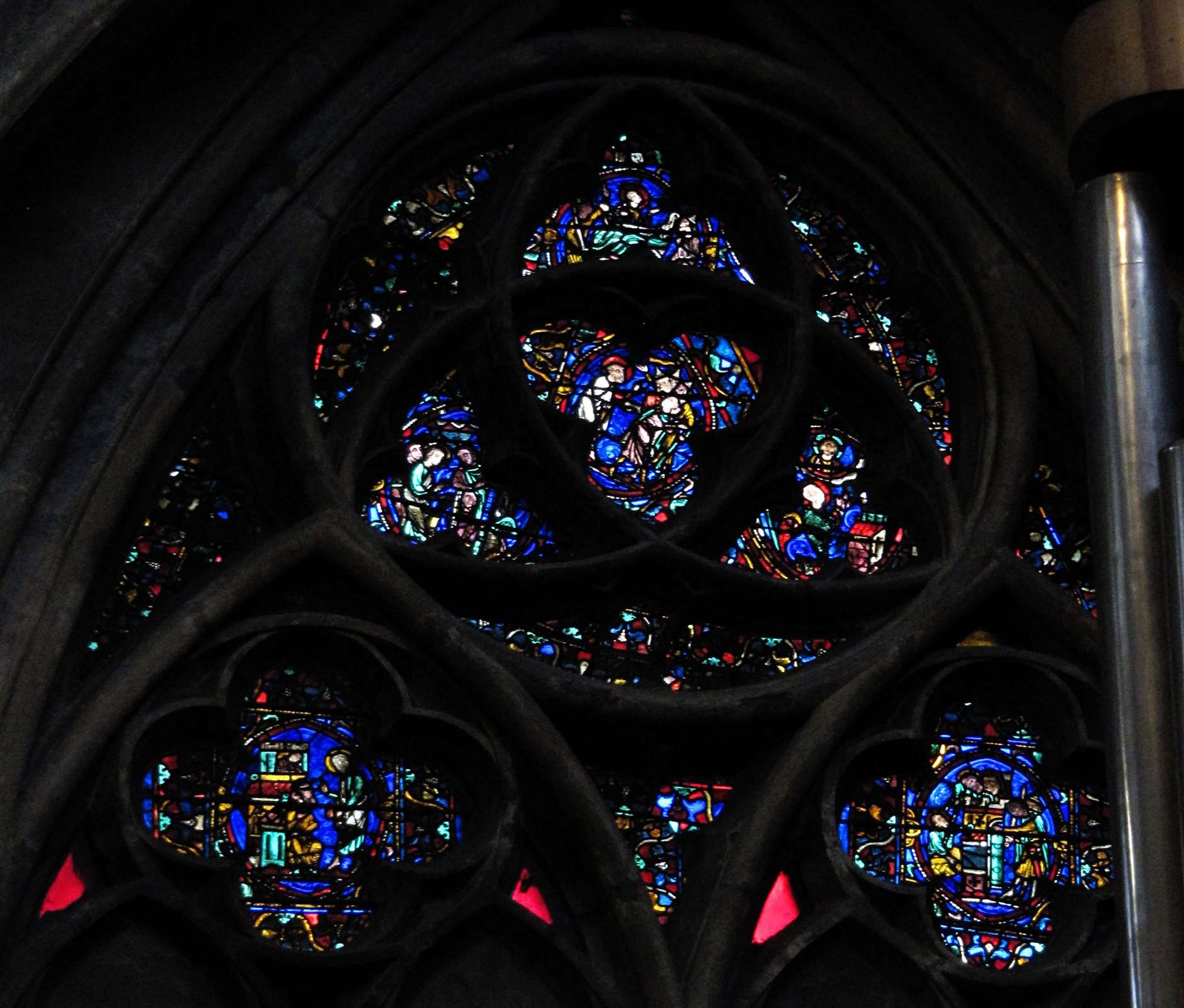
Via de Saint-Paul, vidriera del

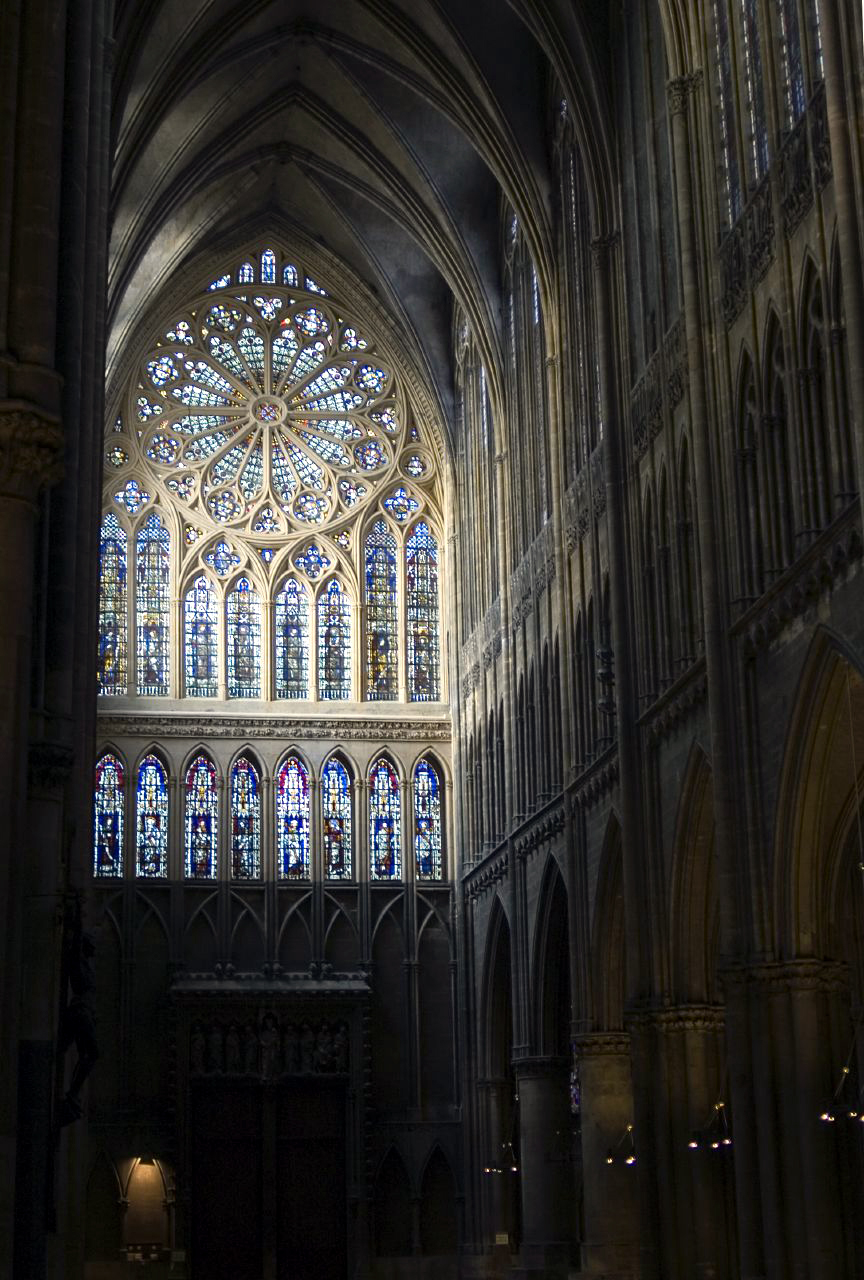
Vidriera de Hermann de Münster, fachada oeste

## Monumentos funerarios y otras esculturas

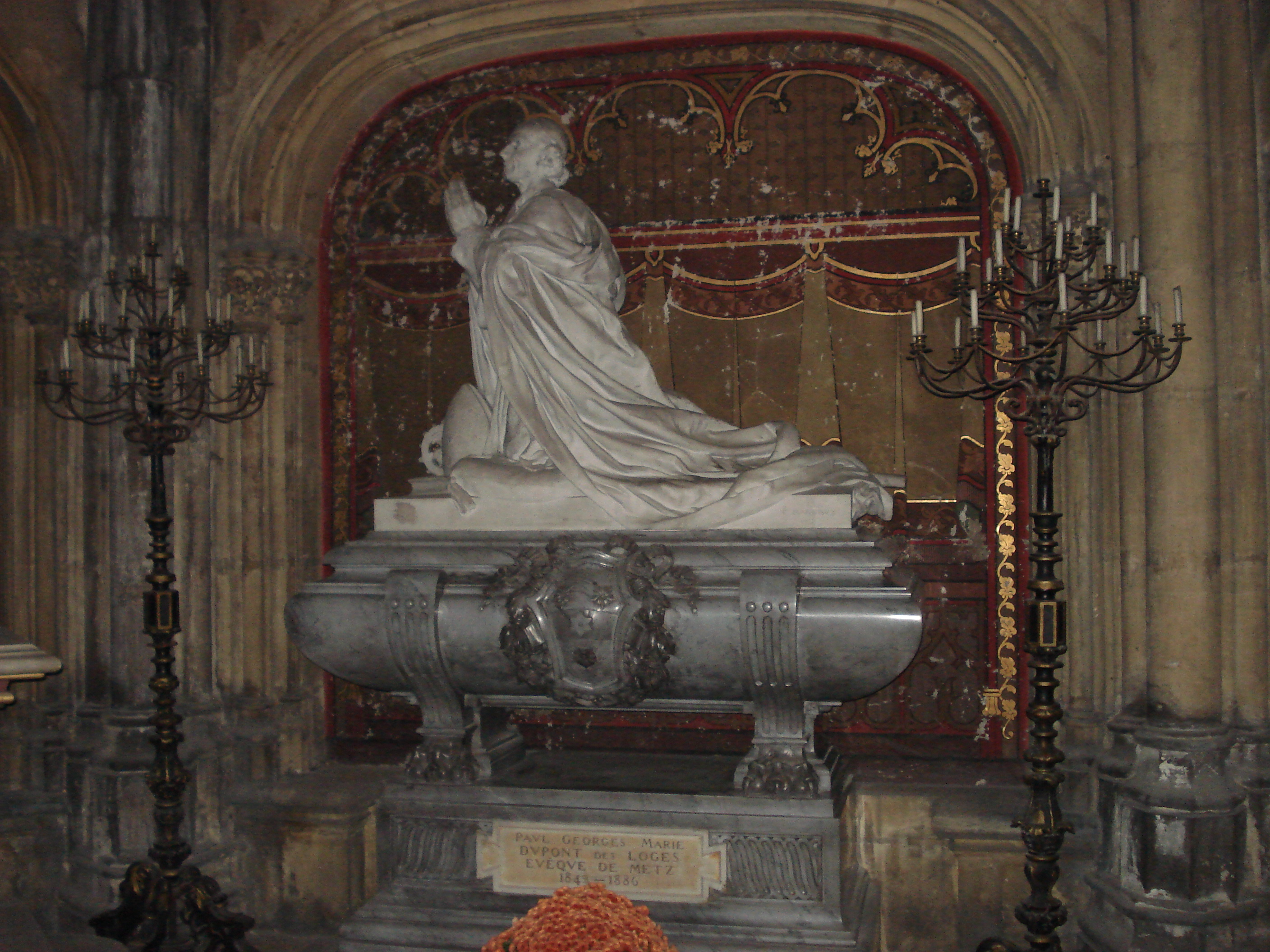
Tumba del obispo Paul Dupont des Loges

En la catedral de Metz se encuentran varios monumentos funerarios. En las capillas del deambulatorio se hallan los monumentos funerarios de Anne de Pérusse des Cars, el del Cardenal de Givry (fallecido en 1612, cuyo monumento, obra de Jean de Pange, fue restaurado en 1954 y 1911 porque el original fue destruido en la Revolución) y el del Paul Dupont des Loges (fallecido en 1886, y obra del escultor Hanneaux), estos dos últimos, obispos de Metz.
En la cripta se conserva una efigie de Graoully, así llamado un mítico dragón que parece aterrorizaba a las gentes de estas tierras.
Una serie de esculturas, en la entrada sur, representan pequeños personajes y símbolos descritos por Christian Jacq en su libro Le Voyage initiatique. Estas esculturas y símbolos aparecen frecuentemente en las iglesias románicas y góticas.

## El Tesoro
Contiene interesantes piezas como las cruces obispales, hechas en marfil, de los siglos XII y XIII , el anillo episcopal de san Arnulfo de Metz, piezas de orfebrería de los siglos XII al XIX y una cabeza en madera policromada, procedente del desaparecido órgano medieval de la catedral (su boca se abría cuando se tocaba la nota más grave).
El tesoro posee también notables manuscritos como el de Drogon y la Biblia de Carlos el Calvo.
Cabe reseñar que la estatua ecuestre que se dice de Carlomagno conservada en el museo del Louvre procede del tesoro de la catedral. Está hecha en bronce dorado (s. IX) y probablemente representa a Carlos el Calvo, hijo de Carlomagno, de niño.

## Algunas cifras
| Longitud máxima exterior: 136 m          |
| Longitud máxima interior: 123,2 m        |
| Anchura de la fachada oeste: 33,0 m      |
| Altura de la nave central: 41,41 m       |
| Anchura de la nave central: 15,60 m      |
| Altura del crucero: 46,80 m              |
| Anchura del crucero: 16,34 m             |
| Diámetro del rosetón oeste: 11,25 m      |
| Altura de la torre del Capítulo: 69,00 m |
| Altura de la torre Mutte: 88,00 m        |
| Superficie del edificio: 3500 m²         |
| Superficie de las vidrieras: 6496 m²     |

## L’Œuvre de la cathédrale
«L’Œuvre de la cathédrale» [La obra de la catedral] es una asociación sin ánimo de lucro fundada 21 de marzo de 1885 por el obispo Dupont des Loges. Su propósito es despertar el interés público en el edificio y promover su conservación. Desde el siglo XIX, ha conseguido la restauración de la portada de la Virgen, la construcción de la gran portada, la instalación de calefacción central y luz eléctrica, la adquisición de los puestos de la cripta y del coro grande, la restauración del órgano y la restauración de la gran sacristía. La reconstrucción del coro, que abrió sus puertas 17 de diciembre de 2006, se hace con el apoyo de la artista Mattia Bonetti. La asociación se encarga de la recepción y visitas, y publica guías en varios idiomas, dibujos y diapositivas.

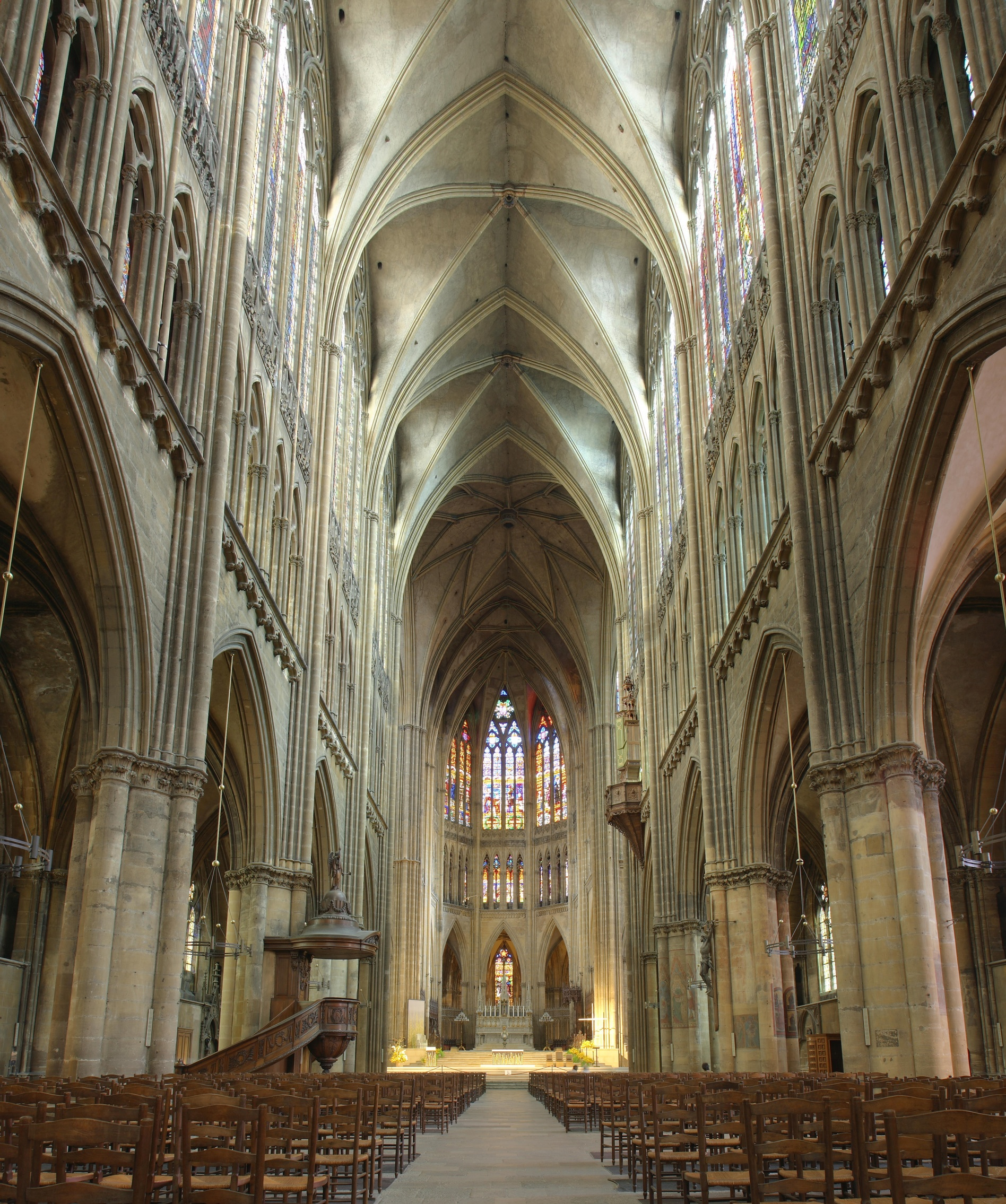
Nave central de la catedral